# Raël
Claude Vorilhon
Pour les articles homonymes, voir Rael.

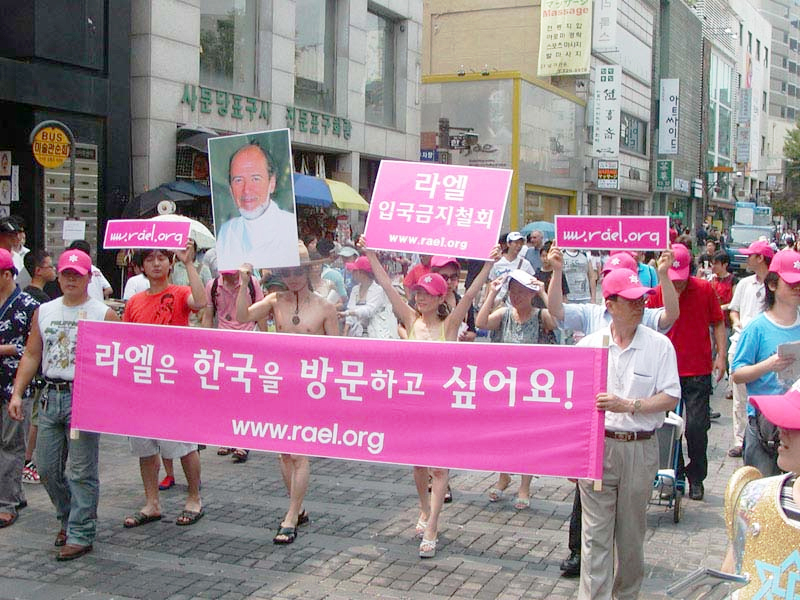
Défilé de raëliens à Séoul, brandissant le portrait de Claude Vorilhon, dit Raël ou encore « le prophète des Élohim » en 2009.

Claude Vorilhon, dit Raël, né le 30 septembre 1946 à Vichy (Allier), est le fondateur et gourou du mouvement raëlien, objet de nombreuses controverses et classé en France comme secte par un rapport parlementaire de 1995.
Il a été auparavant chanteur, sous le nom de Claude Celler, et journaliste sportif automobile.

## Biographie
Claude Vorilhon est le fils de Colette Michel, née Vorilhon (1923-2012). Son père est un industriel alsacien « de confession juive », réfugié en Auvergne pendant la guerre, travaillant dans le bois, mais déjà marié.
Il passe son enfance à Ambert, dans le Puy-de-Dôme, où il est élevé par sa tante et par sa mère, une « ardente athée ».

### Chanteur
Guitariste, il se rend à Paris en 1961 pour devenir chanteur de rue. Sous le pseudonyme de Claude Celler (il s'inspire de l'Autrichien Toni Sailer pour trouver son nom de scène), il sort, en 1966, plusieurs chansons en imitation de Jacques Brel, dont Le Miel et la cannelle, Madam' Pipi, Monsieur votre femme me trompe, Quand on se mariera, Sacrée sale gueule, et, en 1971, Mon amour Patricia. Il entre chez Disc'AZ avec comme producteur Lucien Morisse, avec qui il fait six disques, dont Le Miel et la Cannelle. Cependant, en septembre 1970, son producteur se suicide, et la carrière de Claude Celler s'arrête là.

### Journaliste sportif automobile
En mai 1971, il crée à Clermont-Ferrand le premier numéro de la revue mensuelle de sport automobile AutoPop. À la suite du choc pétrolier de 1973, le Premier ministre Pierre Messmer réclame, le 30 novembre 1973, des mesures en vue de réduire la consommation de carburant dans le pays par l'interdiction des sports motorisés, ce qui pousse Claude Vorilhon à cesser la publication en septembre 1974 après sa 34e édition.

### «Rencontre avec les extraterrestres»

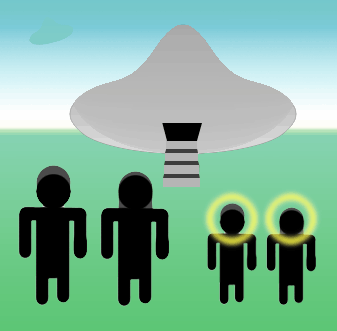
Représentation d'Élohim devant la soucoupe volante telle qu'elle fut décrite par Raël.

Claude Vorilhon affirme avoir vécu deux expériences d'une rencontre rapprochée du troisième type avec des extraterrestres.
D'après sa description, le 13 décembre 1973 au soir (soit treize jours après l'interdiction des compétitions automobiles par le gouvernement Messmer, marquant la fin de son magazine AutoPop), alors qu'il se promène au Puy de la Vache et au Puy de Lassolas, il prétend apercevoir une soucoupe volante qui atterrit devant lui. Un être extraterrestre en sort, parlant français, et lui dit être venu pour le rencontrer et lui donner un message qu'il aura pour mission de répandre dans tous les pays.
Toujours selon lui, il reçoit alors son nom de prophète, « Raël »,, qui signifierait « messager des elohim ». Les entretiens dureront six jours, à raison d'une heure par jour, et feront l'objet de son premier livre, Le Livre qui dit la vérité, lequel affirme que toutes les formes de vie sur Terre ont été créées par ces extraterrestres, les Élohim, grâce à une maîtrise du génie génétique et une avance scientifique de vingt-cinq mille ans. Tous les nombreux prophètes que la Terre a connus auraient été envoyés par les Élohim, mais leurs messages, incompris et déformés par les humains, auraient été pervertis.

### Fondation du mouvement raëlien
Claude Vorilhon affirme avoir reçu la mission d'informer le monde sur ses origines et celle de construire une ambassade en vue du retour des Élohim. Les extraterrestres lui donnent des explications sur certains mystères (qu'il rapportera dans son livre) en s'appuyant sur de nouvelles lectures des textes sacrés comme la Genèse. Il fonde alors, fin 1974, le Mouvement pour l'accueil des Élohim créateurs de l'humanité ou MADECH, qui allait devenir le mouvement raëlien.
Raël prétend être entré de nouveau en contact avec les Élohim le 7 octobre 1975. Ces derniers l'auraient alors conduit sur leur planète, où il retrouve le Bouddha, Moïse, son « demi-frère » Jésus et Mahomet et reçoit de nombreux enseignements qu'il va décrire dans son second livre, Les extraterrestres m'ont emmené sur leur planète. Il affirme y avoir découvert des êtres merveilleux, harmonieux et pacifiques qui lui enseignent une philosophie fondée sur le plaisir, l'amour, la connaissance et la conscience.

### Reprise de la compétition automobile
En 1994, Claude Vorilhon reprend la compétition automobile, comme les 3 Heures d'Homestead 1999 FIA GT sur la Chrysler Viper GTS-R du Paul Belmondo Racing, où il abandonne. L'année suivante, il participe à certaines manches du championnat World Challenge, à bord d'une Lotus Esprit Turbo. À Mosport, il se qualifie en trente-et-unième position et termine dix-huitième de la course. À Charlotte, il ne parvient pas à rallier l'arrivée.

### Rencontres médiatiques
En novembre 2005, Claude Vorilhon reçoit la visite de l'écrivain Michel Houellebecq, qui s'est inspiré de lui pour le personnage du prophète de son roman La Possibilité d'une île, ainsi que celle de l'humoriste Dieudonné (sans que ni l'un ni l'autre fassent partie du « mouvement raëlien »). En juin 2017, la chanteuse Rebeka Warrior sort un mix dédié à Raël.
Le 4 mars 2006, Michel Onfray s’est vu attribuer par Raël le titre de prêtre honoraire du mouvement raëlien, qu'il a refusé. Onfray a répondu le 16 mars par un article : « Raël, crétin sidéral, ou la mauvaise odeur des journalistes ».
En juillet 2015, il nomme Dieudonné Guide honoraire de l'humanité, puis en décembre 2015, il attribue le même titre à Mark Zuckerberg.
Depuis 2003, le centre UFOland de Maricourt est fermé, et récupéré depuis par un exploitant de campings qui a choisi de mettre en vente sur le site canadien de petites annonces Kijiji les artefacts du site, dont la soucoupe volante du gourou,.

## Doctrine
Il s'attaque avec virulence à l'Église catholique romaine. Il lance une campagne d'apostasie (« débaptisation ») et de « déchristianisation de l'Afrique » (campagne d'affichage et de distribution de feuillets « Afrique, réveille-toi ! »), et ses militants lancent une campagne contre des prêtres pédophiles.

## Controverses
Claude Vorilhon est qualifié de gourou par le journal Libération (qui met en lumière le côté « publicitaire » de ses annonces) et par le magazine L'Express (qui s'inquiète du danger des expériences de clonage réalisées, si elles sont avérées).
Depuis les années 1980, Raël et son mouvement ont intenté de très nombreux procès, généralement en diffamation, à des personnalités ou des médias,,,,,. Pour certains observateurs, les actions en justice intentées par Raël semblent lui servir de publicité au moins autant qu’à obtenir réparation, comme dans l’affaire des « bébés clonés », qui s'est révélée être un canular ou un fait qui n'a pas été démontré. Ce procès a en tout cas assuré à Raël une attention médiatique internationale.
Sa prétendue rencontre avec les extraterrestres est fréquemment considérée par les associations ufologiques comme une exploitation religieuse du phénomène ovni, par d'autres auteurs comme un plagiat d'autres récits, comme un récit incohérent et probablement mensonger,, voire comme une histoire montée de toutes pièces pour trouver le succès, selon certaines de ses anciennes connaissances,, ou pour sortir d'une dépression.
Brigitte McCann du Journal de Montréal et une acolyte ont infiltré le mouvement au Québec durant des mois, avant de publier une série de reportages critiques et de faire paraître le livre Journal d'une infiltrée en 2004. Dans les mois qui ont suivi, des raëliens ont tenté d'intimider Brigitte McCann lors d'un salon du livre en encerclant son stand. Le mouvement a adressé une requête à la Cour supérieure du Québec pour déclarer leur mouvement en tant que religion, et demander de faire interdire « tout reportage humiliant ou dérisoire à leur sujet ». Après avoir fait appel en 2005, leur requête a été rejetée. Le journal affirme qu'ils visaient « tous les médias de Québécor », en particulier à cause des reportages de la journaliste Brigitte McCann. En 2009, le juge Grenier de la Cour des petites créances du Québec condamne le Journal de Montréal et Brigitte McCann pour avoir utilisé des procédés abusifs et entravé le respect de la vie privée des raëliens.
Raël est accusé par un auteur anonyme d'avoir rédigé ses livres en plagiant divers ouvrages de science-fiction et de réalisme fantastique des années 1960 et 1970, en particulier ceux de l'auteur Jean Sendy et Le Peuple du Ciel de Brinsley Le Poer Trench.
Au Québec, lors de l'émission Tout le monde en parle, diffusée le 13 septembre 2004, Raël est malmené sur le plateau par le caricaturiste du quotidien La Presse, Serge Chapleau. Ce dernier le traite de « joke » (farce) puis lui empoigne brièvement le chignon. Raël se plaint dans les jours qui suivent d'avoir été victime d'une agression physique et porte plainte contre Chapleau. Le mouvement raëlien demande aussi des excuses publiques à une autre invitée, la députée et ancienne première ministre péquiste Pauline Marois, ce que cette dernière refusera en déclarant que Raël est « fou à lier ».
Une ancienne adepte de la secte, Lydia Hadjara, dénonce dans un livre paru début 2025 les abus à son égard du gourou, qui l'aurait réduit à être son « esclave sexuelle » en profitant de son emprise.

## Ouvrages
- 1974 : Le Livre qui dit la vérité - (en) The Book Which Tells the Truth, British Raëlian Foundation, Londres, 1974
- 1975 : Les extra-terrestres m'ont emmené sur leur planète - (en) Extraterrestrials Took Me To Their Planet, British Raëlian Foundation, Londres, 1975. Un exemplaire de cet ouvrage est disponible à la Grande Bibliothèque de Montréal[48].
- 1977 : La Géniocratie, Éditions de Message, Brantôme - (en) Geniocracy: Government of the People, for the People, by Geniuses, Raëlian Foundation, Vaduz, Liechtenstein, 2005
- 1979 : Accueillir les extra-terrestres - (en) Let's Welcome the Extraterrestrials, Tagman Press, Londres, 2003
- 1980 : La méditation sensuelle - (en) Sensual Meditation, Tagman Press, Norwich, Royaume-Uni, 2002
- 1992 : Le Racisme religieux financé par le gouvernement socialiste
- 2001 : Oui au clonage humain - (en) Yes to Human Cloning! Eternal Life Thanks to Science, Tagman Press, Norwich, Royaume-Uni, 2001
- 2003 : Le Maitraya - (en) The Maitreya: Extracts from his Teachings, Raëlian Foundation, Vaduz, Liechtenstein, 2005

## Discographie
1966 :
- Dans un verre de vin
- Madam' Pipi
- Le Miel et la Cannelle
- Monsieur votre femme me trompe
- Quand on se mariera
- Sacrée sale gueule
- Les Yeux en amande
- Patricia

## Vie privée
Claude Vorilhon a été marié trois fois : successivement avec Marie-Paule Cristini, Lisa Sunagawa, et Sophie de Niverville. Il habite à Okinawa au Japon.

### Publications sociologiques
- François-Xavier Bauduin, Raël et les mirages d'Internet : Prosélytisme et pratiques communautaires : quand le Réseau brouille les réseaux, L'Harmattan, coll. « Logiques sociales », 28 décembre 2023, 338 p. (ISBN 978-2-336-41113-2)
- François-Xavier Bauduin, Le mouvement raëlien dévoilé aux profanes : Comment Raël utilise son réseau pour développer son charisme et la croyance de ses fidèles, L'Harmattan, coll. « Logiques sociales », 28 mai 2021, 256 p. (ISBN 978-2-343-22789-4)
- François Xavier Bauduin, De la « méditation sensuelle » à la « méditation planétaire en ligne » du mouvement raëlien : transfert rituel ou artefact communicationnel ?, Reset, septembre 2020.
- Susan Palmer, Aliens Adored, Raël's UFO Religion, Rutgers University Press, 2004, 244 pp.

### Documentaires
- Secrets d'actualité, en mai 2006, Raël : un gourou, une secte et des savants-fous, sur M6.
- Devoir d'enquête, deuxième reportage : Raël : sexe, arnaques et soucoupes volantes, diffusé le 27 juillet 2011 sur la Une (RTBF).
- Affaires sensibles : « Secte, clonage et soucoupes volantes : voyage aux frontières du Raël », invité : FX Bauduin France Inter, 16 avril 2024.
- Raël : le prophète des extraterrestres (Antoine Baldassari), série de quatre épisodes, 2024
- Sectes : les entreprises de l'emprise- invité FX Bauduin, Donatien Levaillant https://www.radiofrance.fr/franceculture/podcasts/entendez-vous-l-eco/sectes-les-entreprises-de-l-emprise-2681677